# Fischbach (Austria)
Fischbach è un comune austriaco di 1 504 abitanti nel distretto di Weiz, in Stiria.